# Sui Lu
Sui Lu (n. 1 aprilie 1992, Zhuzhou⁠(d), Republica Populară Chineză) este o gimnastă artistică ce a reprezentat Republica Populară Chineză, medaliată olimpică. A participat la o ediție a Jocurilor Olimpice (2012) în care a câștigat o medalie de argint.